# Re:リベンジ-欲望の果てに-
『Re:リベンジ-欲望の果てに-』（リベンジ よくぼうのはてに）は、2024年4月11日から6月20日までフジテレビ系「木曜劇場」枠にて放送されたテレビドラマ。主演はフジテレビ系連続ドラマ初主演の赤楚衛二。
大病院を舞台に主人公が権力争いに対峙する作品。

## あらすじ
週刊紙記者の天堂海斗は日本有数の大病院「天堂記念病院」の理事長の息子だった。しかし父・智信とは不仲であり、医師を継がず週刊誌の記者になった。
ある日、彼女にプロポーズをしようとした際、父が事件に遭遇したことを知り、天堂記念病院に赴くことに。海斗はこの事件をきっかけに父の真意を知り、昔の大切な約束を思い出す。しかし、天堂記念病院は問題山積であり、ポスト理事長を巡る権力争いなども発生していた。
海斗は父が築いた大切なモノを天堂記念病院から救い出すため、権力争いと対峙し、奮闘する。

## キャスト

### 主要人物
天堂海斗（てんどう かいと）
演 - 赤楚衛二（幼少期：高木波瑠）
主人公。新栄出版の「週刊文潮」記者。天堂記念病院の理事長の息子。父とは不仲。第2話で何者かに襲われ、5ヶ月入院し記憶を失う。父の死をきっかけに郁弥との戦いに勝利し天堂記念病院の理事長に就任する。
大友郁弥（おおとも ふみや）
演 - 錦戸亮（幼少期：平野絢規）
心臓血管外科医。高度なオペスキルを買われ、天堂記念病院に赴任することとなる。ひょんなことから海斗とは対立することとなる。天堂記念病院の理事長をかけて海斗に戦いを挑むが敗北する。幼少期の頃に母を旧天堂記念病院で手術に失敗したことで失った過去を持つ。
朝比奈陽月（あさひな ひづき）
演 - 芳根京子
天堂記念病院・小児科の看護師。海斗の恋人だったが、大友と婚約してしまう。心臓病を患っている妹がいる。

### 天堂記念病院
鮎川賢二（あゆかわ けんじ）
演 - 梶原善
外科部長→院長。
三輪光成（みわ みつなり）
演 - 小木茂光
副院長。
天堂市子（てんどう いちこ）
演 - 余貴美子
院長→理事長。海斗の伯母。
天堂佑馬（てんどう ゆうま）
演 - 青木柚
市子の一人息子で、広報部で働く。海斗の従弟。
天堂智信（てんどう とものぶ）
演 - 光石研
理事長で海斗の父。婿養子。突然の心臓発作を起こし緊急入院するも大事にはいたらなかったが、数日後、何者かに点滴袋にカリウムを注入されたことで容態が急変し死亡する。
高村実（たかむら みのる）
演 - 利重剛
智信の秘書。
天堂皇一郎（てんどう こういちろう）
演 - 笹野高史
天堂記念病院の創設者で会長。海斗の母方の祖父。海斗の父である智信と同様突然の発作を起こし天堂記念病院に入院する。
永田綾乃
演 - 中島亜梨沙
皇一郎の秘書。
望月隼人
演 - 田邊和也
理事。治験管理室。
武内佐奈江
演 - 今藤洋子
小児科の看護師長。
本間栞
演 - 松永有紗
看護師。
白石安香
演 - 北原ゆず
看護師。
河村浩介
演 - 河内浩
理事。診療統括部長。
辻村和人
演 - 辻義人
理事。医療法制担当。
児島信一
演 - 児玉頼信
理事。内科部長。
内川博
演 - 外川貴博
理事。周術期統括部長。
東哲士
演 - 松永大輔（第2話 - ）
理事。法人事務局。
西川晴彦
演 - 中條孝紀（第2話 - ）
理事。国立脳医学センター所長。
小笠原哲也
演 - 古舘寛治（第4話 - ）
理事。小児科部長。
若林雄介
演 - 橋本淳（第6話 - ）
医師。
岡田千尋
演 - 内田慈（第6話 - ）
心臓血管外科医。日比谷中央ホスピタルから海斗がリクルートした。
花、光希、愛莉、葵
演 - 前田織音、竹内達麒、鈴木誉、田村海夏
小児科の入院患者。
理事
演 - 中村能也（第6話 - ）、河野宏明（第6話 - ）

### 新栄出版
木下紗耶（きのした さや）
演 - 見上愛
「週刊文潮」記者。海斗の後輩。若林の取材のために、あるビルの屋上に呼び出すが、待ち合わせの時刻に突然表れた永田綾乃によって、ビルの屋上から突き落とされ死亡する。
薮田大介
演 - 町田悠宇
「週刊文潮」編集デスク。

### 周辺人物
朝比奈美咲（あさひな みさき）
演 - 白山乃愛
陽月の妹。血管から出血し、危険な状態になり手術は成功するが、数日後に突然急激に熱が上がり、脈拍も早くなっていた。状態が悪化し最終的に意識を失い病棟には岡田と郁弥もおらず、駆けつけた医師若林の対応もむなしく、幼く若くしてこの世を去る。
佐竹徹
演 - 柏原収史
陽月の関係者。正体不明だったが、第5話でインタークロス 代表CEOであることがわかる。
五十嵐剛
演 - 休日課長
海斗が行きつけの居酒屋の店主。
木谷景子
演 - 永瀬莉子
天堂記念病院の元看護師。智信の看護を担当していた。

### ゲスト

#### 第1話
パンツェッタ・ジローラモ
演 - パンツェッタ・ジローラモ（本人役）
海斗と陽月が初めて出会ったレストランの客。
医師
演 - 関口晴雄

社員
演 - 中城あすか（第2話）
新栄出版の社員。海斗の同僚。市子の来訪を海斗に伝える。
医師
演 - 須間一也
智信に頼まれ、幼い海斗を手術した心臓血管外科医。
葬儀スタッフ
演 - 竹嶋宗也
智信の葬儀を取り仕切った葬儀屋。喪主挨拶の件で海斗に確認しに来る。
女性
演 - 新田さちか
ジローラモのデート相手。

#### 第2話
施設長
演 - 池津祥子
郁弥が5歳から育った養護施設の施設長。
医師
演 - 山本浩司（第3話）
海斗が眠っていた山梨県富士倉郡の中山診療所の医師。
トラック運転手
演 - オラキオ
海斗を東京まで乗せてあげる運転手。
アナウンサー
声 - 東中健（フジテレビアナウンサー）
ラジオでニュースを伝えるアナウンサー。

#### 第3話
立花翔平
演 - 柾賢志（第4話）
海斗が働くことになった天堂記念病院広報部の上司。
看護師
演 - 山田かな
救急搬送された朝比奈美咲の対応にあたる。

#### 第4話
木村
演 - 大水洋介（第5話・第6話）
天堂記念病院のスクープをすっぱ抜いた記者。
理沙子
演 - 安藤聖（第5話）
天堂記念病院 広報部部長。
ニュースキャスター
演 - 竹内友佳（フジテレビアナウンサー）
天堂市子容疑者が智信の殺人と息子・海斗の拉致監禁を鮎川健治容疑者に指示した疑いで逮捕されたニュースを伝える。

#### 第5話
阿川遼太郎
演 - 矢柴俊博（第6話）
急成長している投資ファンド レイスキャピタル CEO。
宇佐美義満
演 - 丸山智己
外資系銀行 大堂ウィルズ 東京支店長。
宮城誠
演 - 佃典彦
医療機器メーカー 東都電子 専務。
坂本春香
演 - 渡会久美子
海斗に融資を頼まれるが断る。
ミヤモト
演 - 高崎凌
陽月がホステスとして勤務した店の黒服。
店員
演 - 山北れもん
宇佐美が紗耶を連れて行ったワインバーの店員。
阿川の部下
演 - 杉江優篤
アポなく押しかけて来た海斗を咎める。

#### 第6話
医師
演 - 末廣拓也（第7話・第8話・最終話）
岡田千尋が執刀した美咲の手術の助手。

#### 第7話
スタッフ
演 - 小野田せっかく（第8話）
美咲の葬式が行われた葬儀場のスタッフ。

#### 第9話
若林里奈
演 - 野村麻純（第10話）
若林の身重の妻。
若林義雄、若林法子
演 - 小林隆、梅沢昌代
若林の両親。リンゴ農家。
女将
演 - 角南範子
天堂海斗が若林家を接待した料亭の女将。
店員
演 - 水野智則
陽月が大盛を頼んだ中華料理屋の店員。

#### 最終話
中継キャスター
声 - 川村美保
半年前に事件のあった旧天堂記念病院前から新理事長の会見が行われることを伝える。

## スタッフ
- 企画 - 藤野良太[50]
- 脚本 - 伊東忍、中村允俊、奥村徹也[1]、吉高寿男、木江恭
- 音楽 - 堤裕介[50]
- 主題歌 - Stray Kids「WHY?」（Sony Music Labels Inc.）[51]
- 医療監修 - 髙木哲也（麻布台クリニック）、吉田大蔵（慶應義塾大学病院）、山本昌督
- 医療指導 - 河瀬勇（千葉静脈瘤・循環器クリニック）[52]
- 法律監修 - 室谷光一郎（室谷総合法律事務所）[53]
- 出版監修 - 週刊SPA!編集部
- 取材協力 - 織田豊（織田醫院中軽井沢診療所）
- 撮影地協力 - 手取屋岳夫（東京Dタワーホスピタル）
- 演出 - 金井紘、柳沢凌介（フジテレビ）[50]、松田祐輔
- プロデュース - 足立遼太朗（フジテレビ）[50]
- 制作協力 - storyboard[50]
- 制作著作 - フジテレビ[50]

## 放送日程
| 各話                                                                         | 放送日  | サブタイトル                                 | 脚本                   | 演出     | 視聴率 |
| ---------------------------------------------------------------------------- | ------- | -------------------------------------------- | ---------------------- | -------- | ------ |
| 第1話                                                                        | 4月11日 | 大病院で繰り広げられるリベンジサスペンス開幕 | 伊東忍 中村充俊        | 金井紘   | 6.1%   |
| 第2話                                                                        | 4月18日 | 大切なものを全て、奪われた                   | 伊東忍 中村充俊        | 金井紘   | 4.8%   |
| 第3話                                                                        | 4月25日 | 父を殺した犯人がついに明らかに               | 伊東忍 中村充俊        | 金井紘   | 4.4%   |
| 第4話                                                                        | 5月02日 | 次の理事長になるのは!?新章スタート!          | 伊東忍                 | 柳沢凌介 | 4.3%   |
| 第5話                                                                        | 5月09日 | 海斗vs郁弥決着!次の理事長は…                 | 伊東忍                 | 柳沢凌介 | 4.8%   |
| 第6話                                                                        | 5月16日 | ついに手にした権力                           | 吉高寿男 伊東忍        | 金井紘   | 4.9%   |
| 第7話                                                                        | 5月23日 | 歯車が狂い始める                             | 伊東忍                 | 金井紘   | 4.6%   |
| 第8話                                                                        | 5月30日 | そして、闇に堕ちていく                       | 伊東忍                 | 柳沢凌介 | 4.5%   |
| 第9話                                                                        | 6月06日 | 最悪の悲劇が起きてしまう                     | 木江恭 伊東忍 中村允俊 | 松田祐輔 | 4.0%   |
| 第10話                                                                       | 6月13日 | 野心は保身へと変わる                         | 伊東忍                 | 金井紘   | 4.0%   |
| 最終話                                                                       | 6月20日 | 欲望の果てに                                 | 伊東忍                 | 金井紘   | 4.0%   |
| 平均視聴率 4.6% （視聴率はビデオリサーチ調べ、関東地区・世帯・リアルタイム） |         |                                              |                        |          |        |

- 初回は22時 - 23時9分の15分拡大放送[56]。